# Schlacht bei Verona (1799)
Ostrach – Feldkirch – Stockach I – Verona – Magnano – Cassano d’Adda – Bassignana – Frauenfeld – Winterthur – Zürich I – Trebbia – Mantua – Novi – Döttingen - Vlieter – Bergen – Gotthardpass – Teufelsbrücke – Dietikon – Zürich II – Linth – Muotatal – Näfels – Egmont – Castricum - Genola – Wiesloch – Genua – Rheinklingen – Engen – Stockach II –  Meßkirch – Biberach II – Montebello – Marengo – Höchstädt – Oberhausen – Brión – Hohenlinden – Walserfeld – Pozzolo – Kopenhagen – Algeciras I – Algeciras II
Die Kämpfe vom 26. und 30. März 1799 bei Legnago, Verona, Pastrengo und Barona zwischen Frankreich und Österreich im Zweiten Koalitionskrieg werden in der Geschichtswissenschaft als Schlacht bei Verona bezeichnet.

## Vorgeschichte
Vor Ausbruch des Zweiten Koalitionskrieges hatten die Österreicher 69.000 Mann Infanterie (87 Bataillone), 12.000 Mann Kavallerie (60 Schwadronen) und 350 Geschütze in Oberitalien stationiert. Dazu wurden noch 30.000 Russen unter dem Oberbefehl des Feldmarschalls Suworow erwartet.
Als Kommandeur der Österreicher in Italien war der General Melas vorgesehen, dieser reiste allerdings alters- und krankheitsbedingt nur langsam, in der Zwischenzeit befehligte der General Kray die Österreicher, als Vorstehender des Generalquartiermeisterstabes fungierte der General Chasteler.
Die französischen Streitkräfte bestanden aus 116.000 Mann. Davon waren 34.000 Mann im Kirchenstaat, im Königreich Neapel standen 25.000 Mann. Ferner waren 6400 Mann als Besatzung in der Toscana stationiert. Ungefähr 5000 Mann wurden in die Schweiz geschickt, so blieben demnach nur ungefähr 40.000 Mann Infanterie und 6000 Mann Kavallerie zu Operationen in Oberitalien verwendbar. Dort führte der ehemalige Kriegsminister General Scherer den Oberbefehl. Dazu hatten die Franzosen die Festungen Mantua und Peschiera del Garda besetzt und im Bereich Mailand noch mehrere Zitadellen in ihren Händen.

## Aufbau
Scherer traf am 11. März in Mailand ein, verlegte am 21. sein Hauptquartier nach Mantua und ließ die Truppen zwischen diesem Ort und dem Gardasee Stellung nehmen. 
Er hatte Befehl die Etsch bei Verona zu überschreiten, Verona einzunehmen, den linken Flügel nach Trient rücken zu lassen und die Österreicher über die Brenta und Piave zurückzuwerfen, um mit den in der Schweiz und Schwaben vorrückenden Armeen (vgl. Gefecht bei Winterthur) in eine Art von gleicher Ausrichtung zu kommen. Ein bestimmter Zweck der Offensive war ihm ebenso wenig wie den Generälen André Masséna und Jourdan benannt worden, man wollte überall nur Terrain gewinnen, ohne darüber nachzudenken, wie es auch zu behaupten sei.
Als der Feldmarschallleutnant Kray am 7. März im Hauptquartier zu Padua die Nachricht von der Eröffnung der Feindseligkeiten erhielt, ließ er die rückwärtigen Truppen allmählich gegen die Etsch vorrücken. In Folge des erst am 21. März erhaltenen Operationsplanes sollte er über Brescia und Bergamo gegen die Adda vordringen, um die nach Tirol, Graubünden und in das Veltlin führenden Täler in den Rücken zu nehmen, wodurch man Tirol zu befreien hoffte; Mantua sollte einstweilen blockiert, Peschiera hingegen belagert werden.
Die österreichischen Truppen erhielten dem gemäß eine andere Richtung und standen am 25. März auf folgenden Punkten:
- General Friedrich Heinrich von Gottesheim mit 7800 Mann in einem eiligst verschanzten Lager bei Pastrengo zwischen der Etsch und dem südlichen Ende des Gardasee’s
- die Divisionen Kaim und Hohenzollern mit 20.000 Mann bei Verona
- die Divisionen Fröhlich und Mercandin mit 20.000 Mann hinter Legnago
- General Klenau mit 4500 Mann in der Gegend von Rovigo

Die Generale Ott, Zoph und St. Julien waren mit 19.500 Mann aus Kärnten und Krain im Anmarsch, über 10.000 Mann standen in Besatzung. Unter den an der Etsch stehenden 52.000 Mann befanden sich 7000 Reiter. Bei diesem Verhältnis konnte wohl ein Sieg über Scherer erfochten, die anbefohlene Offensivbewegung aber nicht ohne Gefahr sich en détail schlagen zu lassen ausgeführt werden, solange der Gegner seine Kräfte nicht gleichfalls zersplitterte und untätig blieb. Da die französische Armee Stellung auf dem linken Ufer des Mincio genommen hatte, woraus die Absicht eines Angriffes hervorzugehen schien, beschloss Kray für den Fall, dass dieser Angriff gegen Verona gerichtet sei, von Legnago aus die rechte Flanke der Franzosen anzugreifen während Kaim bei Verona Widerstand leisten sollte. Scherer wusste, dass die österreichische Armee noch nicht vereinigt war. Da Suworow und Melas noch nicht angekommen waren, durfte er sich also jetzt umso mehr Hoffnung auf einem Sieg machen, da der Krieg noch nicht förmlich erklärt war und die erwähnten Verhältnisse seines Gegners manche Ungewissheit oder Übereilung im Handeln herbeiführen mussten. Scherer beschloss daher die Österreicher, ohne Verzug anzugreifen. In der Voraussetzung, dass die österreichische Hauptmacht bei Rivoli, ihre Vorhut bei Pastrengo stehe, vereinigte er 22.000 Mann gegen diesen Punkt während General Moreau mit 15.000 Mann gegen Verona, General Montrichard mit 9000 Mann gegen Legnago rücken sollten. Die Österreicher hatten bei Pastrengo auf einer Hochebene 14 Redouten und 4 Fleschen aufwerfen lassen, ihre rechte Flanke deckte die auf dem Gardasee stationierte Flottille den Rückzug über die Etsch erleichterten zwei Schiffbrücken. General Elsnitz, welcher jetzt die hier stehenden Truppen 7800 Mann befehligte, hatte derselben in eine lange Vorpostenlinie aufgelöst, erwartete aber noch 3 Bataillone Verstärkung.

### 26. März – Angriff der Franzosen bei Pastrengo
Am 26. März um 3 Uhr früh näherte sich die Division Serrurier der österreichischen Vorpostenreihe. Deren 7000 Mann versprengte sie ohne Mühe und rückte dann über Lazise, Bardolino, Incasie gegen Rivoli vor, eine französische Flottille vertrieb zugleich die österreichische. Gleich darauf erschien Scherer mit der Division Delmas (7500 Mann), die Division Grenier (7500 Mann) folgte, entsendete aber eine Brigade an die Etsch gegen Bussolengo. Delmas erstürmte die halbfertigen Verschanzungen ohne Schwierigkeit, fand aber bei Pastrengo hartnäckigen Widerstand vor. Hier schlug man sich einige Stunden lang in kleinen Abteilungen mit der größten Erbitterung. Da gerade um diese Zeit die erwarteten 3 Bataillone mit einer Batterie ankamen, gelang es den Österreichern mehrere Redouten wieder zu nehmen. Als aber die zweite Brigade Greniers zur Unterstützung anrückte und die Etschbrücken bei Polo bedrohte, suchte Elsnitz sein Heil in einem schnellen Rückzug, der nicht in der besten Ordnung angetreten wurde. Eine Brücke wurde sogleich abgebrochen, die andere musste aber für die Nachhut stehen bleiben und diese hatte beim Rückzuge von dem französischen Artilleriefeuer schwere Verluste. Das Gefecht war schon früh 8 Uhr beendet. Die Österreicher verloren fast alles Geschütz und 3536 Mann. Elsnitz führte den Rest seines Korps bis hinter das Defilé bei Barona, um die Straße nach Verona zu decken.
Unbegreiflicher Weise begnügte sich Scherer mit diesem Erfolg statt seinen halbvernichteten Gegner bis nach Verona, zwei Meilen vom Kampfplatz, zu treiben und dadurch den Angriff Moreaus zu erleichtern, denn er konnte doch spätestens am Mittag wissen, dass Sérurier bloß auf versprengte Haufen gestoßen war. Letzterer machte bei Rivoli Halt. Die beiden anderen Divisionen lagerten auf dem Kampfplatz. Zwei Bataillone standen auf dem linken Ufer der Etsch auf Vorposten, die Kavallerie streifte gegen Barona.

### Gefecht bei Verona
General Kaim hatte nach Abzug der an Elsnitz gewiesenen Bataillone ungefähr noch 17.000 Mann bei Verona, wovon drei Bataillone die in einem Halbkreis vor der Festung gelegenen Orte Chieve, Croce Bianca San Massimo, Santa Lucia, Tomba und Tombetta besetzt hielten. Zwei Bataillone, zwei Schwadrone standen am Glacis zur Unterstützung die übrigen Truppen in der Festung. General Moreau schritt gegen 4 Uhr Morgens mit den Divisionen Victor (8200 Mann) und Hatry (6300 Mann) hier ebenfalls zum Angriff. Die stärksten Kolonnen rückten gegen Massimo und St. Lucia vor. Diese Posten wurden zwar hartnäckig verteidigt, St. Lucia aber bald erobert, worauf Victor gerade auf Verona marschierte. Als Kaim die Stärke des Gegners beurteilen konnte, glaubte er ihm offensiv entgegentreten zu müssen und gab Befehl zum Ausrücken. Es entspannte sich nunmehr ein Kampf der sich bis zum Einbruch der Nacht mit wechselndem Erfolg hinzog. Massimo wurde von den Franzosen 7 Mal erstürmt aber ebenso oft wieder verloren, dagegen behaupteten sie sich in St. Lucia und den angrenzenden Landhäusern, gingen aber in der Nacht bis Dossobuono und Casa di Davide zurück.
Auf österreichischer Seite waren die Generäle Ferdinand von Minckwitz, Kaim und Liptay verwundet, der Gesamtverlust belief sich auf 2600 Mann, dagegen fielen ein Geschütz, 3 Brigadechefs Obersten, 43 Offiziere und 270 Mann in ihre Gewalt. Der französische Verlust an Toten und Verwundeten wird zu 2000 Mann angegeben.

### Gefecht bei Legnago
General Montrichard war mit seiner Division von 9000 Mann erst in den Vormittagsstunden vor Legnago angekommen und hatte durch seine Vorhut zwei fruchtlose Angriffsversuche gegen die Festung gemacht, worauf er dieselbe aus 14 Geschützen beschießen ließ. General Kray, welcher mit 22.000 Mann in einem Lager bei Bevilacqua stand, marschierte sogleich nach Legnago scheint aber hier eine Zeit lang unschlüssig gewesen zu sein, weil Montrichard eine seiner Brigaden rechts sendete und entschloss sich erst Nachmittags 4 Uhr seinen Gegner mit der Division Fröhlich (10.000 Mann) anzugreifen. Mercandin blieb hinter Legnago stehen. Der Angriff erfolgte in drei Kolonnen, welche gegen die Dörfer Anghiari, San Pietro und Gallo vorrückten. Anghiari wurde schnell genommen und die dort stehende französischen Abteilung in Unordnung bis hinter den Menago zurückgeworfen. Bei Pietro leisteten die Franzosen hartnäckigeren Widerstand und verließen diesen Ort nicht eher als bis die nächste österreichische Kolonne von der Seite eindrang. Das von Gräben und Hecken nach allen Richtungen durchzogene Terrain und die einbrechende Dunkelheit erleichterten Montrichards Rückzug. Dieser wäre vielleicht unmöglich gewesen, wenn Kray früher und mit allen Truppen ausrückt wäre. Indes verloren die Franzosen 14 Geschütze, 32 Munitionswagen und 500 Gefangene. Die Zahl der Toten und Verwundeten soll nach österreichischen Angaben 2000 betragen haben. Der Brigadegeneral Vigne wurde bereits am Beginn des Gefechts getötet. Kray erkaufte diesen Sieg mit dem Verluste von 740 Mann.
Jede der beiden Armeen war also auf einem Flügel siegreich gewesen, auf dem anderen geschlagen worden, in der Mitte war der Kampf unentschieden geblieben. Die Verluste an Menschen waren bei den Österreichern ungefähr um 2500 Mann größer, an Geschützen aber ziemlich gleich. Scherer wagte nicht mit dem linken Flügel über die Etsch zu gehen und blieb 2 Tage untätig.

### 30. März – Letzte Gefechte bei Parona
Nachdem beide Seiten zwei Tage haben verstreichen lassen, beschloss man am 29. endlich in einem Kriegsrat die ganze Angriffsdisposition dergestalt zu ändern, dass der Hauptübergang bei Legnago erfolgen sollte, General Sérurier aber mit seiner von Rivoli zurückkehrenden Division bei Pastrengo übergehen und durch einen Scheinangriff gegen Verona jenes seltsame Manöver begünstigen sollte. Demgemäß mussten die Divisionen Delmas und Grenier hinter der Mitte wegmarschieren und zu Montrichard stoßen. Moreau folgte dieser Richtung etwas später. Auch Kray war in seinen früheren Entschlüssen durch die Ereignisse vom 26. wankend geworden und gab die beabsichtigte Offensivbewegung auf, was bei der dortigen für den Angreifer ungünstigen Geländebeschaffenheit weniger auffallen dürfte. Er marschierte noch in der Nacht gegen Verona ab und ließ nur einige Schwadronen zur Bewachung der Etsch zurück. Am 29. waren die meisten Truppen bei Verona vereinigt, wo auch General Zoph mit 4600 Mann eintraf. Die an diesem Tage wahrgenommenen Bewegungen der Franzosen beunruhigten den mutigen Kray nicht im Geringsten.
Am 30. überschritt General Sérurier mit 7000 Mann die Etsch und rückte auf dem linken Ufer gegen Parona. Dort sollte er nur einen Scheinangriff durchführen. Da die Stellung des Generals Elsnitz, welcher Verstärkung erhalten hatte, in der Front wenig zugänglich war, entsendete Sérurier eine Brigade links. Der Angriff erfolgte gegen 10 Uhr und versprach anfangs einen günstigen Erfolg. Doch hatte Kray gleich nach den ersten Schüssen 7 Bataillone, 4 Schwadron von Verona aufbrechen lassen und griff gegen Mittag die Franzosen mit 14 Bataillone, 4 Schwadronen in 3 Kolonnen selbst an. Sérurier wich vor dieser Überlegenheit zurück, kam aber bei den Brücken so sehr in Bedrängnis, dass die Brücken vernichtet wurden, bevor alle sie passiert hatte. So gingen hier 77 Offiziere und über 1000 Mann in Gefangenschaft. Sein ganzer Verlust betrug 1500 Mann. Sérurier, schon durch ein Detachement bei Bussolengo in seiner rechten Flanke bedroht, ging eiligst gegen Peschiera zurück, erhielt aber unterwegs Befehl der Armee zu folgen.
Währenddessen machte Scherer den angedeuteten Flankenmarsch, welcher ohne die Angriffe Séruriers nicht unbehindert geblieben sein würde. Da die Brückenpioniere zum Übergang bei Legnago von Peschiera herbeigeholt werden mussten, verzögerte sich die Ausführung um einige Tage, während welcher Zeit die französische Armee bei Sanguinetto, Isola della Scala, Isola Porcarizza, Mazzagata, Magnano, Azano und Bovolone verweilte. In dieser Zeit kam endlich Krays Offensivplan zur Reife und ehe noch Scherers Anstalten zum Übergang beendigt waren, wurde er den 5. April von seinem Gegner angegriffen und nach hartnäckigem Kampf in der Schlacht bei Magnano geschlagen.